# Ivan Bebek

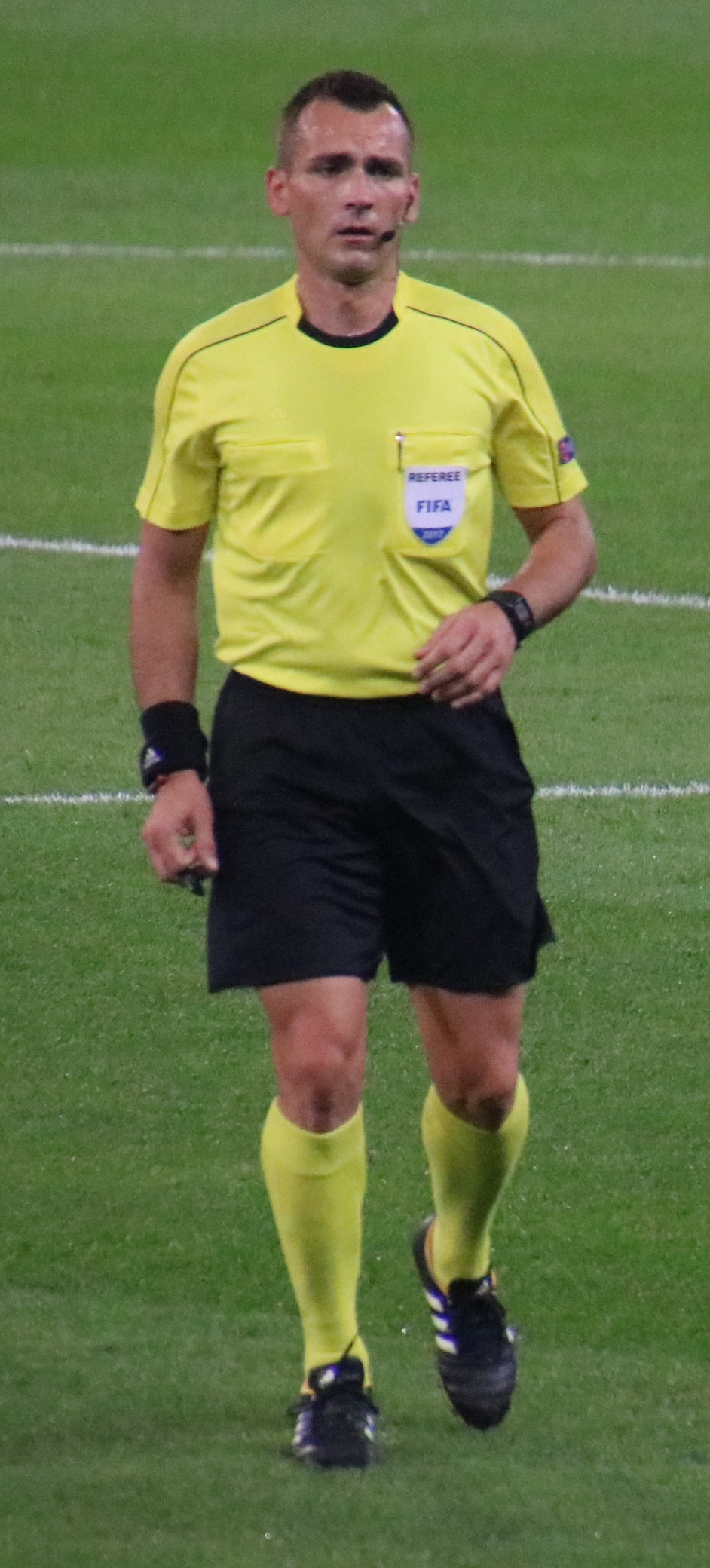
Ivan Bebek, 2017

Ivan Bebek (* 30. Mai 1977) ist ein kroatischer Fußballschiedsrichter.
Bebek leitet seit der Saison 2001/02 Spiele in der ersten kroatischen Liga.
Ab 2002 stand er auf der Liste der FIFA-Schiedsrichter und leitete internationale Fußballspiele. Bis zur Saison 2022/23 zählte er zur Gruppe der UEFA-First-Category-Schiedsrichter.
In der Saison 2005/06 leitete Bebek erstmals Spiele in der Europa League, in der Saison 2007/08 erstmals Spiele in der Champions League. Zudem pfiff er bereits Partien in der Nations League, in der EM-Qualifikation für die EM 2008, EM 2012, EM 2016 und EM 2021, in der europäischen WM-Qualifikation für die WM 2010 in Südafrika, die WM 2014 in Brasilien und die WM 2018 in Russland sowie Freundschaftsspiele.
Bei der Europameisterschaft 2008 in Österreich und der Schweiz wurde Bebek als Vierter Offizieller eingesetzt.
Zudem leitete er Spiele bei der U-21-Europameisterschaft 2013 in Israel und bei der U-20-Weltmeisterschaft 2015 in Neuseeland.
Am 20. Mai 2015 pfiff Bebek das Finale des kroatischen Fußballpokals 2014/15 zwischen Dinamo Zagreb und RNK Split (0:0 n. V., 4:2 i. E.).